# Dvořákovy sady (Opava)
Dvořákovy sady jsou městský park nebo městské sady v městské části Město města Opava v okrese Opava. Nachází se v pohoří Opavská pahorkatina v Moravskoslezském kraji.

## Další informace
Dvořákovy sady v Opavě, které byly založeny v roce 1856, vznikly na místě zasypaného příkopu městských hradeb. Původně až do roku 1945 se nazývaly po zakladateli první opavské nemocnice Leopoldu Heiderichovi. Nacházejí se zde aleje z javorů, lip, jasanů, kaštanů, borovic a dalších stromů např. jerlín japonský, tis červený aj. Centrálním motivem sadů je socha básníka, národního umělce a místního rodáka - Petra Bezruče (Památník Petra Bezruče) z roku 1967, která stojí nedaleko historických Arkád v Opavě. Sad jednoznačně patří mezi nejkrásnější a nejceněnjší parkové scenérie realizované ve druhé polovině 20. stol. v Opavě. Kromě hodnotných stromů, lze obdivovat například secesní zdobený meteorologický sloup (meteorologickou skříňku) z roku 1913, stojící naproti Střední zdravotnické školy. Poslední úpravy proběhly v roce 2004. Přes park vedou také naučné stezky - naučná stezka Městskými parky Opavy a Planetární stezka v Opavě, které zde mají svá zastavení. Místo je celoročně volně přístupné.

## Galerie

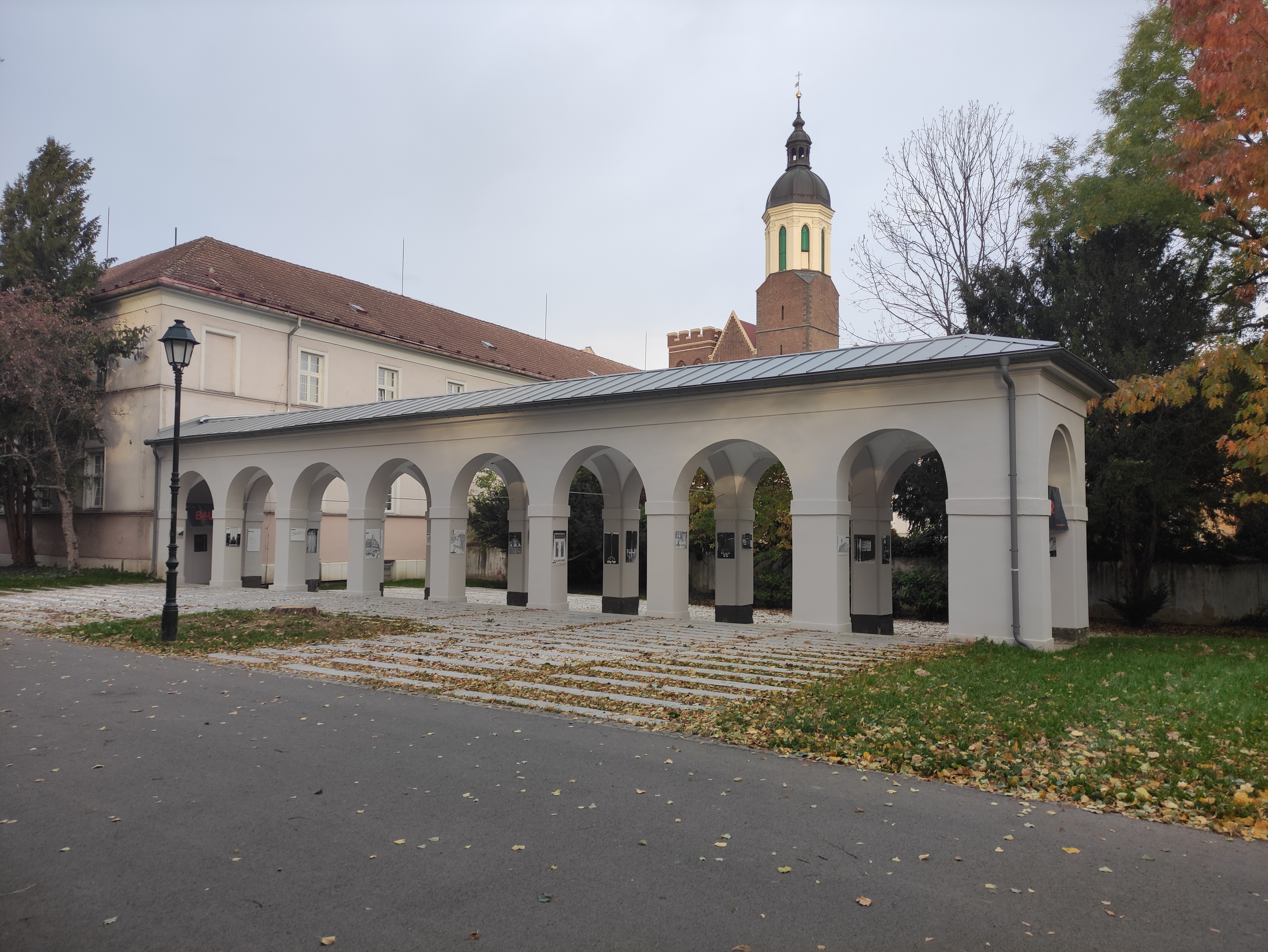
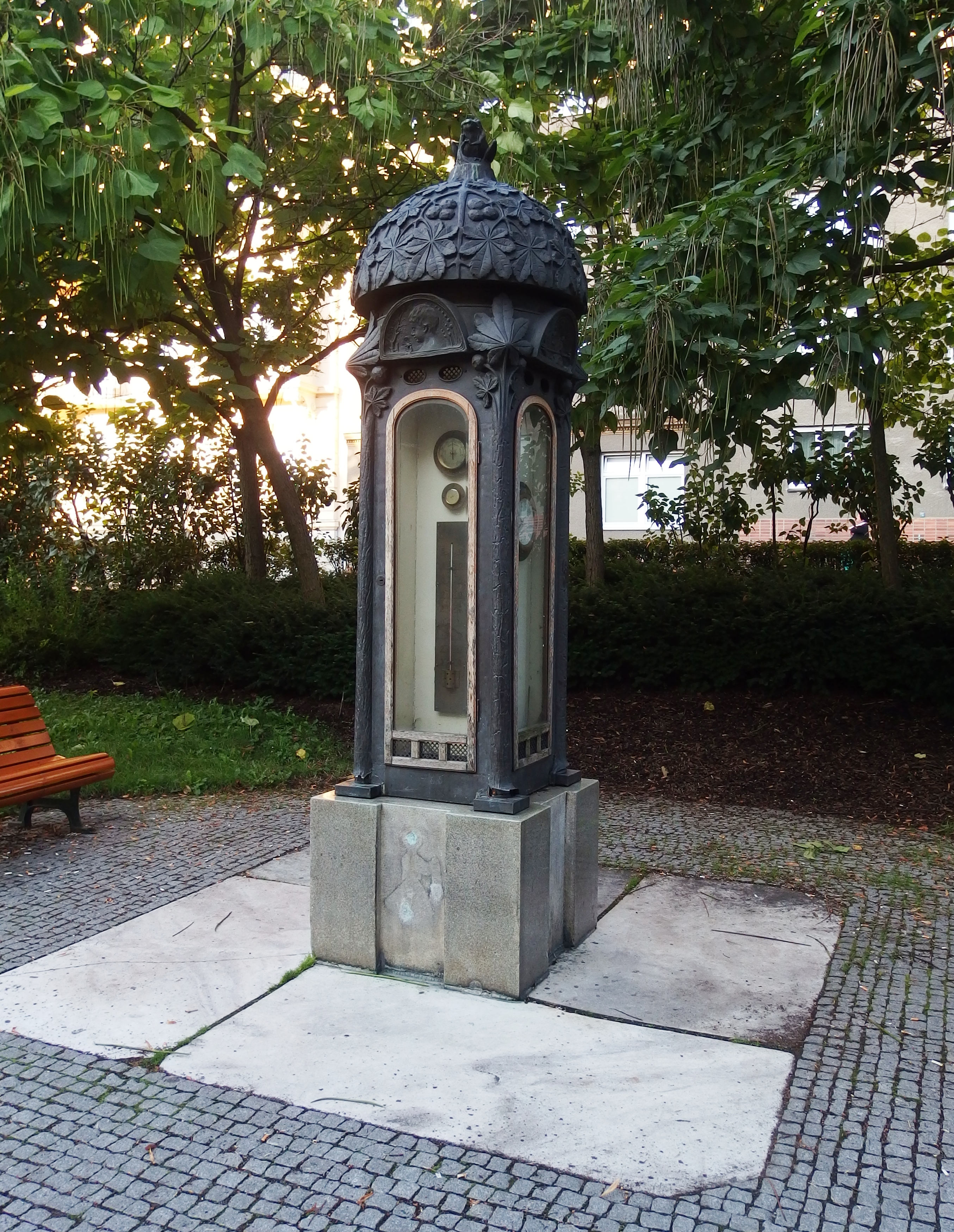
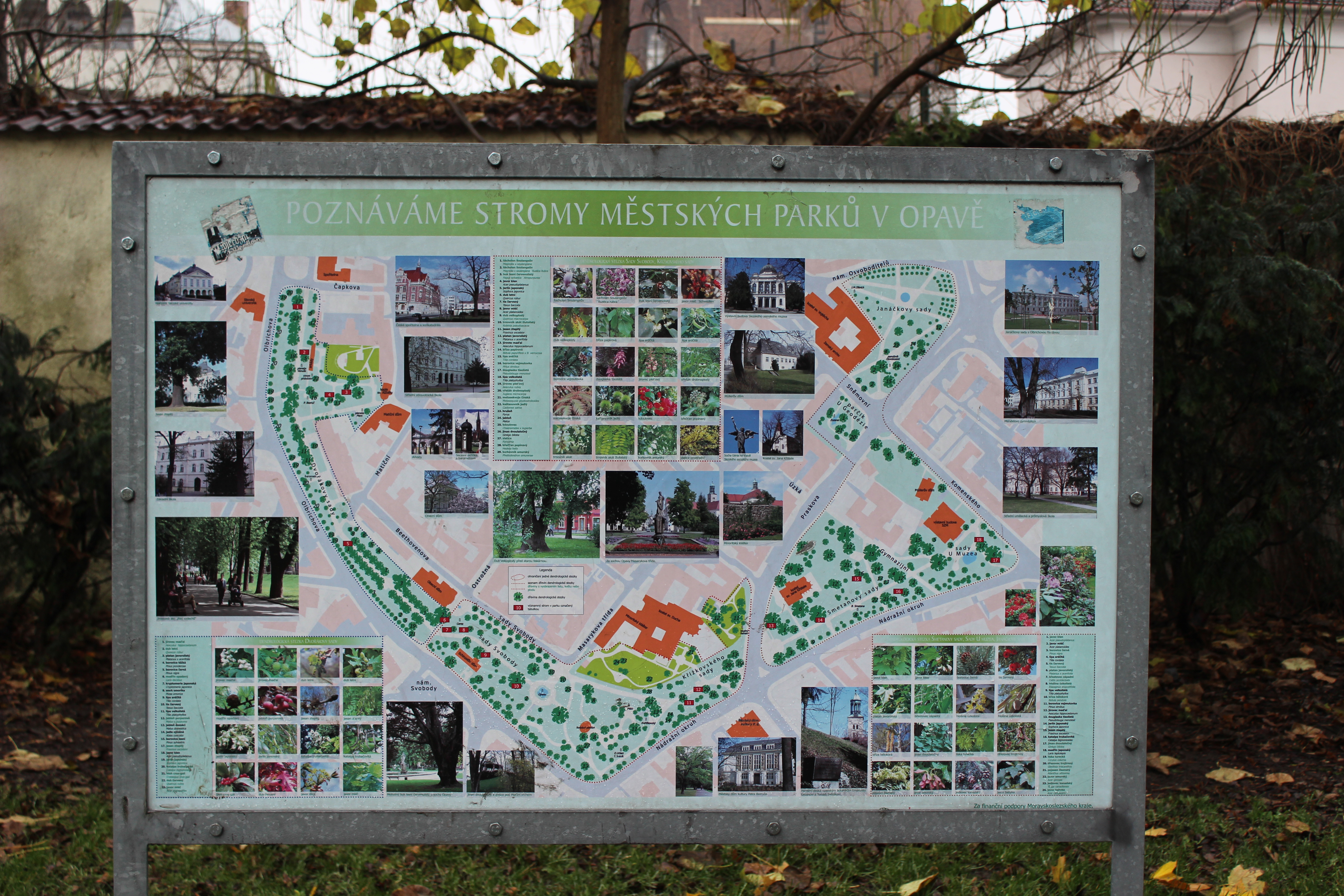